# Селенець (притока Нітри)
Селенець (словац. Selenec) — річка в Словаччині, ліва притока Нітри, протікає в окрузі Нітра.
Довжина приблизно 7.0-7.5 км. Витік знаходиться в масиві Дунайська низовина (геоморфологічна підодиниця Подунайські пагорби) — схил гори Брезина; на висоті близько 340 метрів.. Відділяється Яніковський канал.
Протікає територією міста Нітра. Впадає у Нітру на висоті приблизно 135-138 метрів.